# Pruno (hegy)
A Pruno (olaszul: Monte Pruno) az Alburni-hegység egyik csúcsa Olaszországban, Roscigno település mellett, a Vallo di Diano és a cilentói-part között. 
A hegy tetején egy i. e. 7-3. század között létező lukániai település maradványai láthatók, amelyeket az 1938-ban végzett régészeti ásatások során tártak fel.
A legjelentősebb régészeti emlék egy tumulus-szerű sírkamra, melyben görög és etruszk jegyeket egyaránt magukon viselő emléktárgyakat találtak.

## Külső hivatkozások
- A Monte Pruno régészeti park honlapja Archiválva 2007. szeptember 28-i dátummal a Wayback Machine-ben (olaszul)